# 伊凡塞斯

伊凡塞斯的標誌

伊凡塞斯是一支来自美国阿肯色州小石城的摇滚乐队，由主唱兼鋼琴的埃米·李（Amy Lee）和吉他手本·穆迪（Ben Moody）於1995年創建。
早期自行出資推出了許多唱片，樂團於2003年被廠牌Wind-up Records簽下後發行首張專輯《落入凡間》，憑藉熱門單曲〈Bring Me to Life〉和〈My Immortal〉，該專輯全球累積銷量已高達1700萬張，讓樂團拿到葛萊美「最佳新人」、「最佳硬搖滾演出」兩項大獎以及七項提名，在CBS「十年來最暢銷專輯」排名第六（2008），他們的成功連帶的掀起一波風潮。隔年推出的現場專輯《聖殿傳說》在全球銷售百萬張。2006年發行了第二張專輯《搖滾聖門》在全球已銷售出500萬張。伊凡塞斯被《告示牌》（Billboard）評為十年來最優秀的藝人第71位。
樂團歷經多次團員更替，主唱埃米·李為伊凡塞斯唯一的初始成員。2009年6月，伊凡塞斯宣佈樂團重返歌壇並致力於第三張同名錄音室專輯《伊凡塞斯》，專輯於2011年10月11日發行，首周以12萬7千張的銷量獲得《公告牌》二百强专辑榜、搖滾專輯榜、數位專輯榜、另類專輯榜、硬式搖滾專輯榜等五榜冠軍。樂團在2012年進行亞洲巡演，台北、香港也於2月舉行演唱會。

## 乐队历史

### 早期（1995–2001）
樂團的創立者是埃米·李（Amy Lee）和本·穆迪（Ben Moody）。兩人相識於1994年阿肯色州的青年野營活動，當時Ben聽到Amy以鋼琴彈奏肉塊（肉卷）的成名曲《我願意為愛付出一切（但我不會那樣做）》所深深吸引，並走上前遊說她共組樂團。兩人發現彼此有對音樂的共同愛好，便開始一起寫歌（Amy寫的前兩首歌為《Solitude》與《Give Unto Me》，Ben則為《Understanding》與《My Immortal》），他們共同編曲並鼓勵對方。
有一段時間他們找不到和自己合作的音樂人，也沒有成立樂團的專業輔助。不過這些歌曲受當地電台的注意，並在播放下引起迴響。最後他們開始進行演出，成為當地最受歡迎的藝人之一。
樂團的名字在英文中叫做Evanescence，中文媒體一般翻譯做伊凡塞斯（伊凡賽斯/中文最早譯名「幻滅」、「消失部落」、「燬樂團」），其意思就是「某事物消失的過程和狀態」。在確定樂團名字之前，Amy和Ben還曾經考慮過很多名字，比如稚童之夢（Childish Intentions）和重疾（Stricken）等。
他們的第一張專輯是《Origin (Evanescence album)》，於2000年發布，大多數的人對此並不知曉。之前伊凡塞斯還發行了2個特別版EP，分別是1998年《同名EP》（Evanescence EP）和1999年的《Sound Asleep》/《Whisper EP》，現在已經很難尋覓了。Amy並不承認《Origin》是他們的第一張專輯，因為這張專輯只是給發行公司送去了幾首還未曾完成的歌曲，結果只售出了2500張。不過，Amy與Ben在接受一次採訪的時候，鼓勵歌迷們在樂團的主頁上下載原來那些老歌。
David Hodges是最早加入樂團的成員﹐參與專輯《Origin》及《Fallen》的創作，擔任男和聲及鍵盤手。他想將更多的基督搖滾（Christian rock）融入伊凡塞斯，但這與Amy和Ben理念不同，在《Fallen》發行之際，許多人認為伊凡塞斯樂團會變成一支基督搖滾類型的樂團——但是樂團根本不想和宗教沾邊，爭議越演越烈。從此之後，很多專門售賣基督類型商品的商店的貨架上再也沒有出現伊凡塞斯樂團的影子。David於2002年離開樂團。

### Fallen時期（2002–2005）
2003年初，加入吉他手John LeCompt、鼓手Rocky Gray與貝斯手Will Boyd，隨著樂團五人陣容已成行，他們便著手錄製首張專輯，請來名製作人Dave Fortman製作，並在洛杉磯完成錄音。
樂團被Wind-up Records廠牌簽入旗下，發行了首張錄音室專輯《落入凡間》，這張專輯在美國告示牌（Billboard）排行榜Top10高達43週的紀錄，並創下全球1500萬張的專輯銷售，在美國銷售出7百萬張，一共在公告牌二百强专辑榜專輯榜中停留了104週之久，成為唱片史上停留專輯榜上前50名超過一年的八張專輯之一，並在全球35個以上的國家達到金唱片或白金唱片的銷售標準。
2003年10月，Ben在樂團進行歐洲巡迴演出的時候突然離開樂團。他自己說離開的原因是「創作分歧」。在幾個月後的一次採訪中，Amy說到：「如果我們沒有變化的話，是沒法做出第二張專輯的。」從此以後，Amy認為Ben的離開其實是一種解脫，因為他和樂團的關係很緊張。Ben Moody的位置由另類金屬樂隊寒冷樂團（Cold (band)）的吉他手Terry Balsamo所取代。後來，Ben公開承認他一直受到狂躁症的困擾。
專輯中最成功的單曲叫做《Bring Me to Life》（讓我重生），加入了來自十二頑石樂團（12 Stones）主唱Paul McCoy的客席獻聲，這首單曲在全世界範圍內受到了好評，並且曾經在美國告示牌最棒的100首歌中排名到第五。電影《夜魔俠》（Daredevil）中也用此曲作為音軌，除此之外還有另外一首膾炙人口的歌曲《末日封印》（My Immortal）。2004年的葛萊美表彰了伊凡塞斯樂團做出的貢獻：他們獲得了「最佳硬搖滾演出」和「最佳新人」，Amy與Ben以及David一同接受此獎。

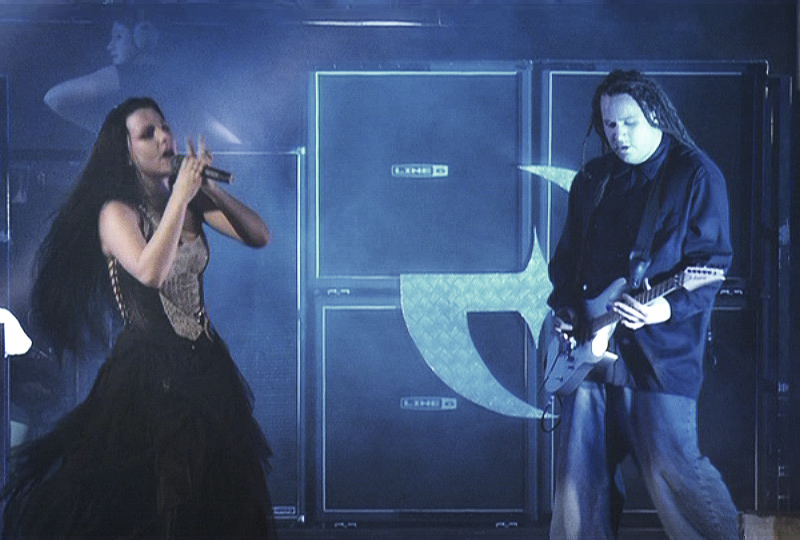
伊凡塞斯在巴黎的演唱會《聖殿傳說》（Anywhere But Home）

從2003年到2004年《Fallen》世界巡演場次達230場，2004年發行了首張現場專輯《聖殿傳說》（Anywhere But Home），至今銷售量已超過一百萬張，收錄的歌曲包括《Breathe No More》（也收錄於電影《幻影殺手》(Elektra)原聲帶）、《Farther Away》及《Missing》，還翻唱了Korn的《Thoughtless》。

### The Open Door時期（2006–2009）
2005年底，樂團於洛杉磯展開第二張錄音室專輯的錄音工作，2006年3月進行混音，樂團的老友同時也是合作多時的製作人夥伴Dave Fortman也與團員們再度合作。2006年7月貝斯手Will Boyd離開樂團，原因是想與家人有更多的時間相處，在八月換上Tim McCord頂替。
伊凡塞斯在2006年10月推出第二張專輯，名為《搖滾聖門》（搖滾聖門），首週以44萬7千張的銷量在美國告示牌專輯榜（Billboard 200）中成功奪魁，成爲Billboard雜志自從1956年開始公布每周專輯榜單以來的第700張冠軍專輯，全球銷售五百萬張。專輯歌曲由Amy與Terry共同創作。而首支單曲《清醒後愛我》（Call Me When You're Sober）打入全美流行榜Top 10及現代搖滾榜Top 9，第一週就創造了白銀銷量，銷售百萬張。單曲《甜美犧牲品》（Sweet Sacrifice）則入圍第50屆葛萊美「最佳硬搖滾演出」。
樂團於2006年10月開啟《The Open Door》的巡迴演場會，場次共102場，他們也和Korn等樂團展開30場《Family Values Tour 2007》，之後及在《Winter Tour》舉行28場演唱會，巡演結束於2007年12月初。
2007年5月，吉他手John LeCompt宣佈他被樂團去職，鼓手Rocky Gray也接著離開了伊凡塞斯，唱片公司Wind Up發出新聞接下來樂團的巡迴演出將由Dark New Day的吉他手Troy McLawhorn以及鼓手Will Hunt暫時接任。

### 同名專輯與休團（2009-2015）

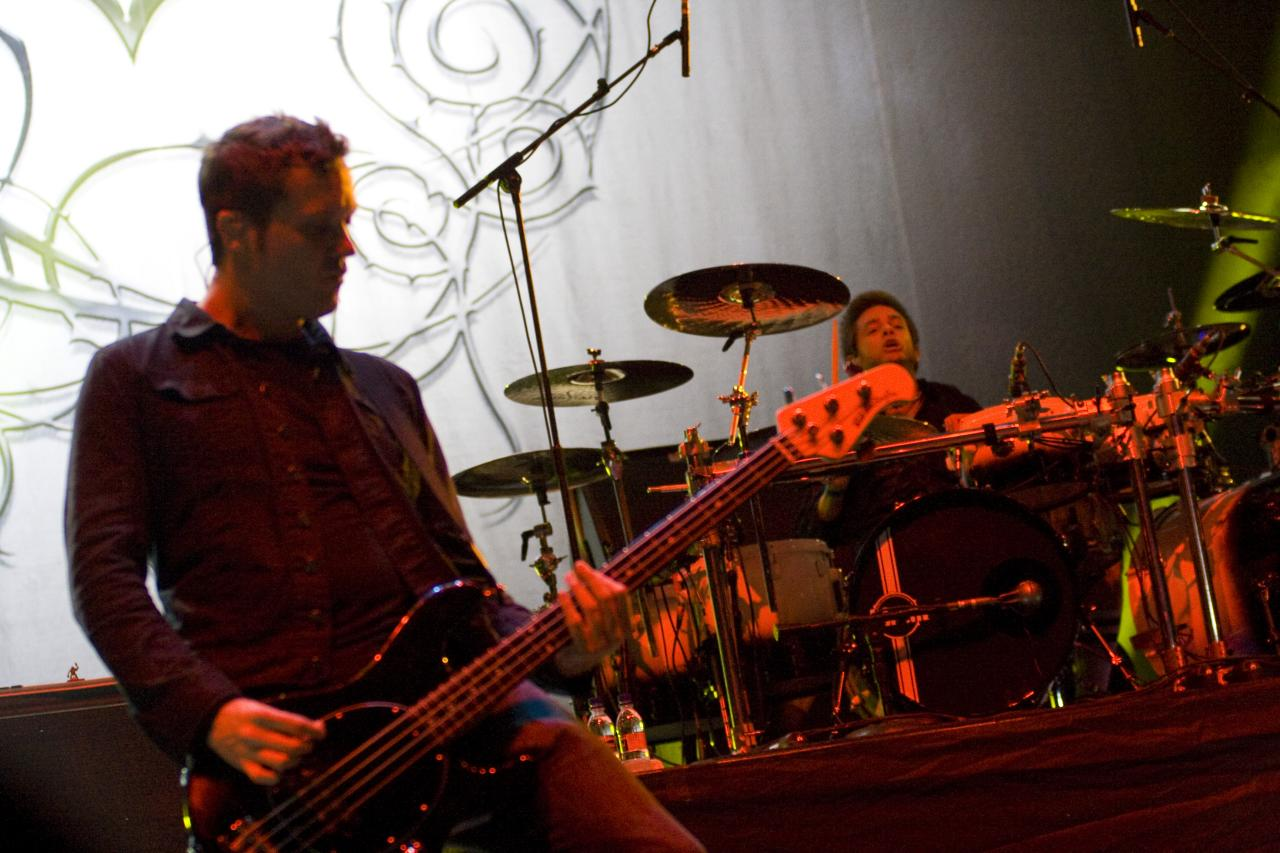
2009年11月伊凡塞斯於聖保羅演出

2009年6月，Amy Lee在樂團官網說明樂團已啟動新專輯的製作，將於2010年發佈。她說音樂會「更好，更強大，更有趣」。11月伊凡塞斯在紐約的舉辦了一場音樂會，門票在五分鐘內銷售一空，他們也參加了巴西聖保羅音樂節。
樂團於2010年2月22日進入了紐約錄音室。這張專輯邀請了與巡演鼓手同名同姓的製作人Will "Science" Hunt擔任主鼓手並錄製鼓的部分，另一位Will Hunt也返回作為次要的鼓手，參與前兩張專輯的的David Campbell (composer)也再次擔任弦樂編排，而製作人是與U2合作多次的Steve Lillywhite。樂團開始錄製他們實驗性帶有電子元素的歌曲，不過中途由於歌曲很難融合而夭折。
按照進度，第三張錄音室專輯原本會在2010年八月或九月發佈，然而六月Amy在官方論壇（EvThreads.com）上說團員全都離開了錄音室，希望給自己多一點創作空間。她也指出唱片公司Wind-Up當時有些狀況，所以不知道專輯會延遲何時。2011年4月，伊凡塞斯在納什維爾重新返回專輯的錄音工作，擁有了更合適的製作人-操刀幽浮一族樂團（Foo Fighters）、愛麗絲囚徒（Alice in Chains）專輯的Nick Raskulinecz擔當。據報導指出Troy McLawhorn在離開騷動者樂團（騷動者樂團）後會加入伊凡塞斯，但是官方否認。
2011年6月，Amy Lee在Twitter宣佈Troy McLawhorn正式回歸伊凡塞斯，專輯發行日期為2011年10月4日，七月時，MTV News報導發行期已延遲到10月11日。首支單曲《What You Want (Evanescence song)》於2011年8月9日發行，第二支單曲《My Heart Is Broken》於2011年10月31日發行，第三支單曲MV《Lost in Paradise》於2013年2月發布，影片中集结了全球粉絲於世界巡迴所拍攝的現場演出；歌曲《Made of Stone》成為電影《妖夜尋狼：血姬覺醒》（妖夜尋狼：血姬覺醒）的片尾曲，而《New Way to Bleed》則收錄進《復仇者聯盟》（The Avengers）電影原聲帶，同時也是2013年HBO春季預告的廣告插曲。據雜誌Kerrang!採訪，新專輯將以樂團名稱命名為《伊凡塞斯同名專輯》（伊凡塞斯同名專輯），Amy說做下這個決定除了它具有象徵意義外，更是一個毫無保留的聲明，這是關於他們對伊凡塞斯的重拾舊愛，專輯主題包含海洋、追求自由和墜入愛河。
伊凡塞斯獲邀登上2011諾貝爾和平獎頒獎典禮，演唱《Lost in Paradise (song)》和《Bring Me To Life》。2011年8月《同名專輯巡迴演唱會》在納什維爾揭幕，2012年11月結束於倫敦，共131場演唱會，Amy表示在巡迴後樂團計畫休息一段時間。
2013年10月，Wind-up Records將旗下部分藝人轉賣給Bicycle Music Company唱片公司，包括伊凡塞斯和其音樂作品。Bicycle的合併公司Concord Music Group將負責銷售。2014年1月3日，Amy Lee對前唱片公司Wind-Up提起訴訟，尋求未支付樂團的150萬美元版權費和其他非法行為像是怠工沒結果。2014年3月19日，Amy在Facebook及Twitter共同宣布，樂團與唱片公司Wind Up Records結束合約關係，成為了獨立樂團。她說：「今天，十三年以來的第一次，我是一個自由且獨立的藝人，我一直渴望了這麼久，現在的我很開心。」從現在看來Amy和樂團不再受到任何合約牽制，包括未來錄音計劃。

### 回歸舞台（2015至今）
2015年4月27日，樂團宣布他們將在11月21日於日本的Ozzfest音樂節演出，這也是樂團休團以來首次登台表演。隨後美國11月加開三場演唱會，分別在納許維爾、達拉斯、洛杉磯舉行，門票全數完售。
2015年8月7日，樂團在Facebook公佈核心成員吉他手Terry Balsamo位置由德國歌手兼吉他手Jen Majura頂替，Jen成為除了Amy之外第一位的伊凡塞斯女性成員。

## 其他訊息
Amy Lee在The Open Door的製作期間為2005年電影《納尼亞傳奇：獅子·女巫·魔衣櫥》寫了一首歌「Together Again」，不過最終由於音樂太過黑暗被電影製作團隊拒絕了，2010年1月，這首歌為了幫助海地賑災重新發布，之後於2010年2月13日以數位下載發行。另外一首歌「Lacrymosa」，改編自莫扎特遺作《安魂曲》，這首歌收錄於The Open Door。
2013年1月20日，伊凡塞斯的未發行歌曲《If You Don't Mind》在網路上洩漏。
2014年1月18日，Amy在社交媒體上宣布她懷孕的喜訊。她與老公Josh Hartzler的第一個孩子取名Jack Lion Hartzler，7月24日出生。
2014年8月25日，Amy首次脫離伊凡塞斯發行個人原聲帶專輯《Aftermath (Amy Lee album)》，收錄「Lockdown」、「Push The Button」等歌曲，這是與Dave Eggar合作的一部美國劇情片《战争故事》（War Story (2014 film)）電影原聲帶，並在2014年Sundance電影節上映。

## 音樂類型
2003年，Amy Lee對伊凡塞斯的音樂形容：「我們無疑的是一支搖滾樂團，不一樣的是樂團的音樂是充滿著史詩般以及戲劇性的哥德搖滾。」
長期以來評論家有各不相同的議論於伊凡塞斯是一支搖滾還是金屬樂團。很多人認為伊凡塞斯的音樂成分中帶有哥德元素，紐約時報與滾石雜誌等刊物都認定伊凡塞斯為哥德金屬，同時新音樂快遞與IGN等媒體則稱他們為哥德搖滾，但是樂團自己並不這麼認為。事實上，樂團中很多歌曲都注重了生活陰暗面的主題，比如失戀、孤獨和死亡。有批評家認為伊凡塞斯沒有專心做自己的搖滾，而是趨向商業音樂，Amy則稱伊凡塞斯是把各種音樂雜揉表現出來的，她相信伊凡塞斯具有獨一無二的聲音。伊凡塞斯先前常被拿來和另一支樂團聯合公園相比，但是很多歌迷認為這樣比較是沒有意義的，因為比較者只是看到了樂團的熱門單曲《Bring Me to Life》，而這首歌並不能概括伊凡塞斯的整體風格。他們不想讓每張專輯感覺相同或是類似，而是希望歌迷們能聽到更多不一樣的音樂與樂團的新風貌。
他們常與各種不同音樂類型樂團對比，比如老牌交響金屬樂團日暮頌歌與誘惑本質（同樣是女聲為主唱，並於歌詞中加入了黑暗的哥德元素）、以及新金屬樂團聯合公園與花錢找死，哥德金屬樂團時空飛鷹。而其他拿來形容伊凡塞斯的音樂類別以及風格影響包括工业音乐、另類金屬、前衛金屬、另類搖滾、硬式搖滾、Electronica、后油渍摇滚、巴洛克流行還有重金屬音樂。然而樂團官方卻簡單的把音樂風格歸類為“搖滾”。

## 樂團成員

### 現任團員

伊凡塞斯團名縮寫標誌

- 艾咪·李 （埃米·李） - 主唱、鋼琴、鍵盤手（1995-現今）
- 特洛伊·邁克洛霍 （Troy McLawhorn）- 吉他手（2011-現今；2007-2011巡迴）
- 提姆·麥卡特 （Tim McCord）- 吉他手（2022-現今）；貝斯手（2006-2022）
- 威爾·亨特 （Will Hunt）- 鼓手（2010-現今；2007-2010巡迴）
- 艾瑪·安西（Emma Anzai）- 貝斯手（2022-現今）

### 已经离开團員
- 班·穆迪 （Ben Moody）- 吉他手（1995-2003）
- 大衛·霍奇 （David Hodges）- 键盘手、鋼琴、鼓手、和聲（1999-2002）
- 約翰·勒康普 （John LeCompt）- 吉他手、和聲（2003-2007）
- 洛基·格雷 （Rocky Gray）- 鼓手（2003-2007）
- 威爾·博伊德 （Will Boyd）- 貝斯手（2003-2006）
- 泰利·巴爾薩摩 （Terry Balsamo） - 吉他手（2003-2015）
- 珍·馬德拉（Jen Majura）- 吉他手（2015-2022）

## 作品

### 單曲
- 《再度攜手》（2010）
- 《讓我活過來（綜合》（2017）
- 《缺陷》（2017）
- 《淚腺》（2017）
- 《連鎖，鏈條》（2019）
- 《浪費在你身上》（2020）
- 《遊戲結束了》（2020）
- 《用我的聲音》（2020）
- 《沒有你更好》（2021）
- 《是的，對》（2021
- 《穿越宇宙》（2021）
- 《讓我活過來（示範/重製版）》（2023）

### 專輯
- 2003年：《落入凡間》
- 2006年：《搖滾聖門》
- 2011年：《伊凡塞斯同名專輯》
- 2021年：《痛苦的事實》

### 現場專輯
- 《除了家以外的任何地方》（2004）
- 《合成演出》（2018）

## 獲獎與提名
| 年份 | 大獎                                                      | 獎項                 | 提名作品           | 結果 |
| ---- | --------------------------------------------------------- | -------------------- | ------------------ | ---- |
| 2003 | Kerrang! Awards                                           | 最佳國際新人         | Evanescence        | 獲獎 |
| 2003 | MTV歐洲音樂大獎（MTV Europe Music Awards）                | 最佳歌曲             | "Bring Me to Life" | 提名 |
| 2003 | MTV歐洲音樂大獎（MTV Europe Music Awards）                | 最佳團體             | Evanescence        | 提名 |
| 2003 | MTV歐洲音樂大獎（MTV Europe Music Awards）                | 最佳新人             | Evanescence        | 提名 |
| 2003 | MTV拉丁音樂大獎（Los Premios MTV Latinoamérica）          | 最佳國際搖滾藝人     | Evanescence        | 提名 |
| 2004 | 葛萊美（Grammy Award）                                    | 最佳新人             | Evanescence        | 獲獎 |
| 2004 | 葛萊美（Grammy Award）                                    | 最佳硬搖滾演出       | "Bring Me to Life" | 獲獎 |
| 2004 | 葛萊美（Grammy Award）                                    | 最佳搖滾歌曲         | "Bring Me to Life" | 提名 |
| 2004 | 葛萊美（Grammy Award）                                    | 年度專輯             | Fallen             | 提名 |
| 2004 | 葛萊美（Grammy Award）                                    | 最佳搖滾專輯         | Fallen             | 提名 |
| 2004 | 世界音樂獎（World Music Awards）                          | 最佳搖滾藝人         | Evanescence        | 獲獎 |
| 2004 | MTV拉丁音樂大獎                                           | 最佳國際搖滾藝人     | Evanescence        | 提名 |
| 2005 | 葛萊美                                                    | 最佳流行組合或合唱團 | "My Immortal"      | 提名 |
| 2006 | MTV歐洲音樂大獎                                           | 最佳搖滾             | Evanescence        | 提名 |
| 2007 | Kerrang! Awards                                           | 最性感女星           | Amy Lee            | 獲獎 |
| 2007 | MTV 澳大利亞音樂大獎（MTV Australia Awards）              | 年度專輯             | The Open Door      | 獲獎 |
| 2007 | MTV拉丁音樂大獎                                           | 最佳國際搖滾藝人     | Evanescence        | 獲獎 |
| 2007 | MTV歐洲音樂大獎                                           | Rock Out             | Evanescence        | 提名 |
| 2008 | 葛萊美                                                    | 最佳硬搖滾演出       | "Sweet Sacrifice"  | 提名 |
| 2008 | 美國音樂出版協會（National Music Publishers Association） | 年度作曲家           | Amy Lee            | 獲獎 |
| 2011 | Loudwire音樂獎（Loudwire Music Awards）                   | 年度搖滾歌曲         | "What You Want"    | 獲獎 |
| 2011 | Loudwire音樂獎（Loudwire Music Awards）                   | 年度最佳復出         | Evanescence        | 獲獎 |
| 2011 | Loudwire音樂獎（Loudwire Music Awards）                   | 年度藝人             | Evanescence        | 提名 |
| 2011 | Loudwire音樂獎（Loudwire Music Awards）                   | 年度搖滾專輯         | Evanescence        | 提名 |
| 2011 | Loudwire音樂獎（Loudwire Music Awards）                   | 年度搖滾女神         | Amy Lee            | 提名 |
| 2012 | Revolver Golden Gods Award                                | 最佳歌手             | Amy Lee            | 獲獎 |
| 2012 | Revolver Golden Gods Award                                | 年度專輯             | Evanescence        | 提名 |
| 2012 | Revolver Golden Gods Award                                | 年度最佳復出         | Evanescence        | 提名 |
| 2012 | Revolver Golden Gods Award                                | 歌迷最愛             | Evanescence        | 提名 |
| 2012 | Kerrang! Awards                                           | 最佳國際樂團         | Evanescence        | 提名 |
| 2012 | Kerrang! Awards                                           | 最火辣女星           | Amy Lee            | 提名 |
| 2012 | MTV歐洲音樂大獎                                           | 年度最佳國際跨國演唱 | Evanescence        | 提名 |